# أنتوني هايمان
أنتوني هايمان (بالإنجليزية: Anthony Hyman)‏ هو أكاديمي بريطاني، ولد في 1946، وتوفي في 1999.